# Naira Gelaschwili

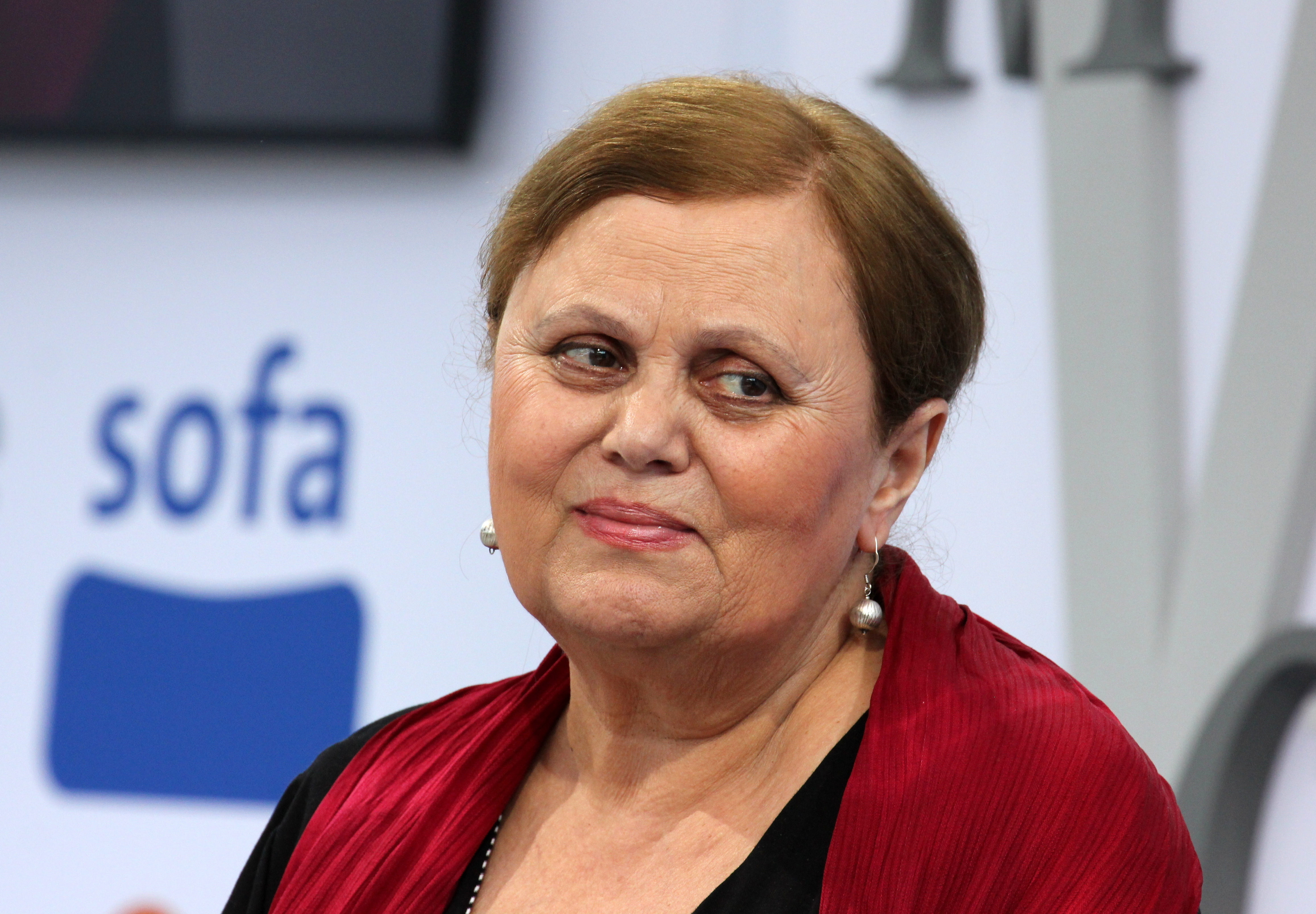
Naira Gelaschwili auf dem Blauen Sofa der Leipziger Buchmesse 2017

Naira Gelaschwili, georgisch ნაირა გელაშვილი, englisch Naira Gelashvili (* 28. Oktober 1947 in Sighnaghi, Kachetien, Georgische SSR, UdSSR) ist eine georgische Autorin, Germanistin, Übersetzerin und politische Aktivistin. Sie zählt zu den bedeutendsten lebenden Autorinnen Georgiens.

## Leben
Naira Gelaschwili wurde in Ostgeorgien geboren, seit 1954 lebt sie in Tiflis/Tbilissi. Sie studierte bis 1973 an der Staatlichen Universität Tbilissi Germanistik. Von 1975 bis 1981 lehrte sie dort Germanistik, von 1982 bis 1990 wirkte sie als Lektorin und Übersetzerin im Staatlichen Übersetzerkollegium.
1993 begründete sie das Zentrum für kulturellen Austausch „Das kaukasische Haus“ in Tiflis. 1992–94 war sie Beraterin des georgischen Präsidenten für Kulturpolitik und nationale Minderheiten. 1982 erhielt sie den Preis des georgischen Schriftstellerverbandes „Beste Erzählung des Jahres“.
Sie veröffentlichte zahlreiche Romane, Erzählungen und Gedichte, zudem übersetzte sie u. a. das Werk Rainer Maria Rilkes ins Georgische – sowie Friedrich Hölderlin, Georg Trakl oder Paul Celan.
Mit dem Autor und Philosophen Giwi Margwelaschwili war sie von 1970 bis 1980 verheiratet. Sie haben eine gemeinsame Tochter.

## Veröffentlichungen in deutscher Sprache
- Georgien – ein Paradies in Trümmern (mit Gesprächen mit Eduard Schewardnadse) Aufbau Verlag, Berlin 1993 ISBN 978-3-7466-0155-7.
- Georgische Erzählungen des 20. Jahrhunderts (Herausgeberin), Suhrkamp Verlag, Frankfurt/M. 2000, ISBN 978-3-518-39522-6.
- Ich bin sie. Roman (aus dem Georgischen von Lia Wittek), Verbrecher Verlag, Berlin 2017, ISBN 978-3-95732-230-2.
- Ich fahre nach Madrid. Novelle (aus dem Georgischen von Lia Wittek), Verbrecher Verlag, Berlin 2018, ISBN 978-3-95732-308-8

## Preise
- Literaturpreis “Saba” für den besten georgischen Roman des Jahres für “Ich bin sie” (2013)